# Les Adjots
Les Adjots ist eine französische Gemeinde mit 532 Einwohnern (Stand: 1. Januar 2022) im Département Charente in der Region Nouvelle-Aquitaine (vor 2016 Poitou-Charentes); sie gehört zum Arrondissement Confolens und zum Kanton Charente-Nord. Die Einwohner werden Adjotois genannt.

## Geographie
Les Adjots liegt etwa 39 Kilometer nordnordöstlich von Angoulême. Les Adjots wird umgeben von den Nachbargemeinden Sauzé-entre-Bois im Nordwesten und Norden, Voulême im Norden und Nordosten, Taizé-Aizie im Osten und Südosten, Ruffec im Süden, Bernac im Südwesten sowie Saint-Martin-du-Clocher im Südwesten und Westen.

## Bevölkerungsentwicklung
| Jahr                       | 1962 | 1968 | 1975 | 1982 | 1990 | 1999 | 2006 | 2019 |
| Einwohner                  | 513  | 488  | 515  | 453  | 448  | 390  | 440  | 523  |
| Quellen: Cassini und INSEE |      |      |      |      |      |      |      |      |

## Sehenswürdigkeiten
- Kirche Saint-Laurent aus dem 11. Jahrhundert

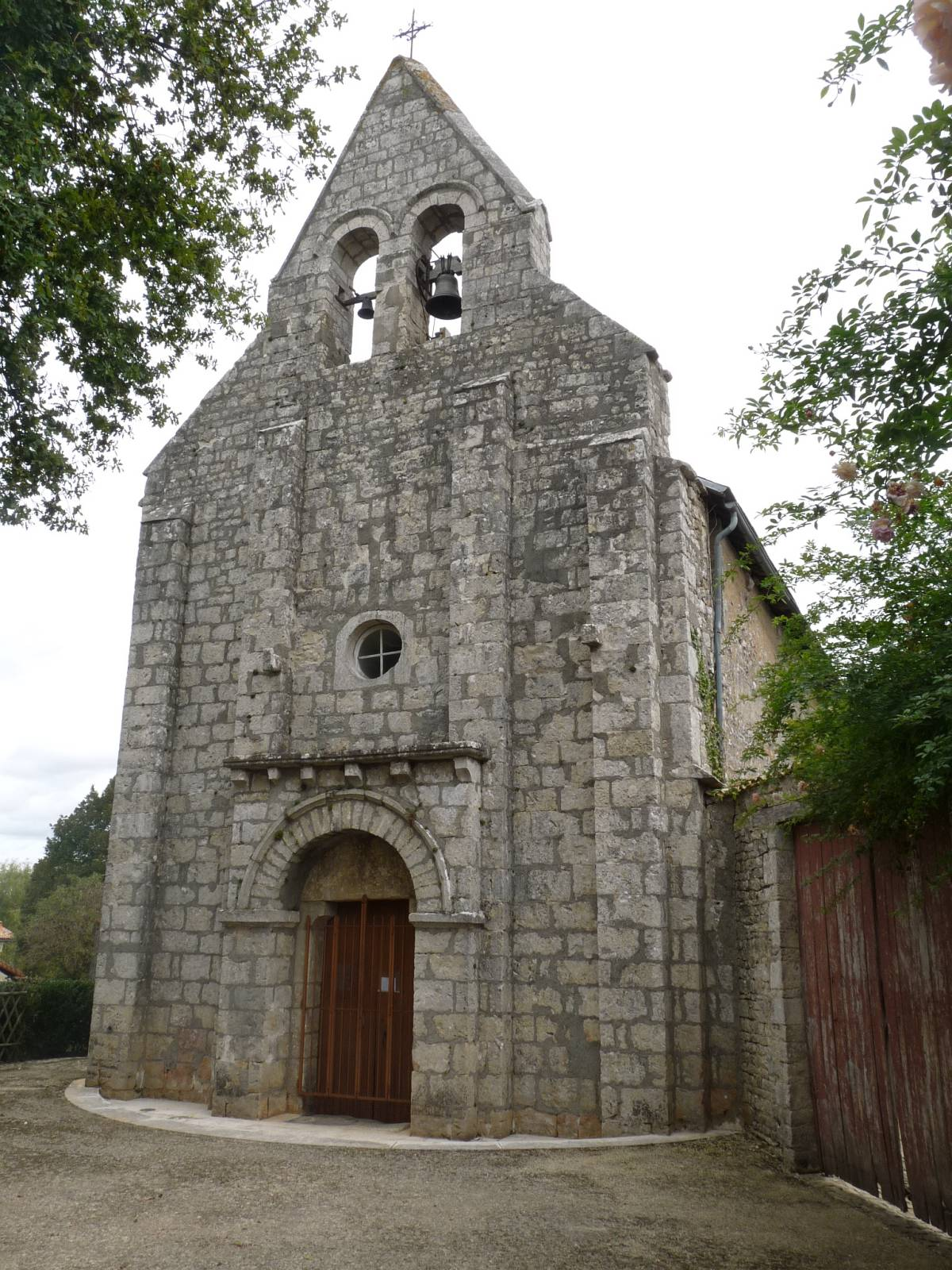
Kirche Saint-Laurent